# Шпиц (Швейцария)
Шпиц (нем. Spiez) — город в Швейцарии, в кантоне Берн. 
До 2009 года входил в состав округа Нидерзимменталь, с 2010 года входит в округ Фрутиген-Нидерзимменталь. Население составляет 12 870 человек (на 31 декабря 2019 года). Официальный код — 0768. В подчинении у местного муниципалитета находятся бывшие пригороды: Эйниген (Einigen), Хондрих (Hondrich), Фаулензее (Faulensee) и Шпицвилер (Spiezwiler).
В городе находится Центр радиологического и химико-радиологического анализа, сотрудничающий с Организацией по запрещению химического оружия (ОЗХО).

## Достопримечательности
- Замок Шпиц.